# Richard Thurmond Chatham

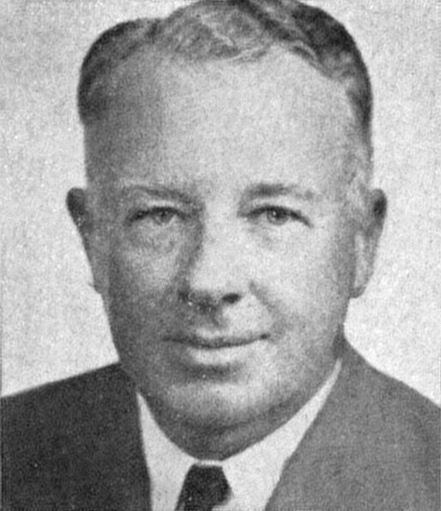
Richard Thurmond Chatham (1955)

Richard Thurmond Chatham (* 16. August 1896 in Elkin, North Carolina; † 5. Februar 1957 in Durham, North Carolina) war ein US-amerikanischer Politiker. Er vertrat den Bundesstaat North Carolina als Abgeordneter im US-Repräsentantenhaus zwischen 1949 und 1957.

## Leben

### Frühe Jahre und beruflicher Aufstieg
Richard Chatham wurde am 16. August 1896 als einziger Sohn von Hugh Gwyn und Martha Lenoir Chatham geboren. Sein Großvater war Alexander Chatham, Begründer der Chatham Manufacturing Company. Richard besuchte die öffentliche Schule und die Woodberry Forest School in Orange, Virginia. Danach ging er von 1915 bis 1916 auf die University of North Carolina und von 1916 bis 1917 auf die Yale University, verließ aber das College, um in die United States Navy einzutreten, in der er bis 1919 diente.
Im Juli 1919 begann Chatham in seinem Familienbetrieb, Chatham Manufacturing, zu arbeiten, den weltgrößten Deckenhersteller. Nach seiner Tätigkeit als Kassenwart wurde er 1929 deren Präsident und 1945 deren Vorstandsvorsitzender. Während seines Vorsitzes verzeichnete das Unternehmen ein beträchtliches Wachstum.
Von 1942 bis 1945 diente Chatham wieder in der US Navy im Bureau of Ordnance, der seit 1959 nicht mehr existierenden Behörde für Nachschub, und dem Büro des Marineministers. Er erreichte in der U.S. Naval Reserve den Rang des Kommandeurs und ihm wurde der Bronze Star zuerkannt sowie von der niederländischen Regierung der Royal Order of Nassau with Swords.

### Politische Laufbahn
Mit seiner bis dahin nur geringen politischen Erfahrung als Landbeamter im Forsyth County unternahm Chatham 1946 den Versuch, als Demokrat für den Kongress zu kandidieren, scheiterte aber. Er wurde erst 1948 und dann noch drei weitere Male in den Kongress wiedergewählt.
Während seiner Amtszeit im Kongress war er Mitglied des auswärtigen Ausschusses und Verfechter der Anerkennung Chinas, darüber hinaus hat er den Marshallplan unterstützt. Bemerkenswert war, dass er das Southern Manifesto 1956 nicht unterzeichnet hat, ein Schreiben, das sich gegen die Rassenintegration an den öffentlichen Einrichtungen aussprach. Das hatte zur Folge, dass Chatham den Rückhalt in der Demokratischen Partei verlor und in der Primary für die Kongresswahl Ralph James Scott unterlag.

### Spätere Jahre
Chatham war Kurator der University of North Carolina und der Woodberry Forest School; Präsident der Handelskammer von Winston-Salem und Mitglied der nationalen Wollherstellervereinigung, der American Legion und der Veterans of Foreign Wars.
1948 arbeitete er für die Denkmalpflege North Carolinas und für die Erschließungsbehörde. Des Weiteren war er Präsident der North Carolina Milchhändlervereinigung.

## Familie
Chatham heiratete 1919 Lucy Hogin Hanes und hatte zwei Söhne, Hugh Gwyn II. und Richard Thurmond, Jr. Nach Lucys Tod heiratete Chatham 1950 Patricia Firestone Coyner. Das Ehepaar hatte einen Sohn, Walter Firestone, geboren 1952. Chatham verstarb am 5. Februar 1957 in Durham, North Carolina. Er wurde in Winston-Salem, North Carolina beerdigt.
Sein Grundbesitz hatte einen Wert von beinahe 2.000.000 $, von den 250.000 $ für die Gründung der Chatham Foundation, eines karitativen Trustes zu Unterstützung der Bildung, verwendet wurden.